# Vor Frue Sogn (Odense Kommune)

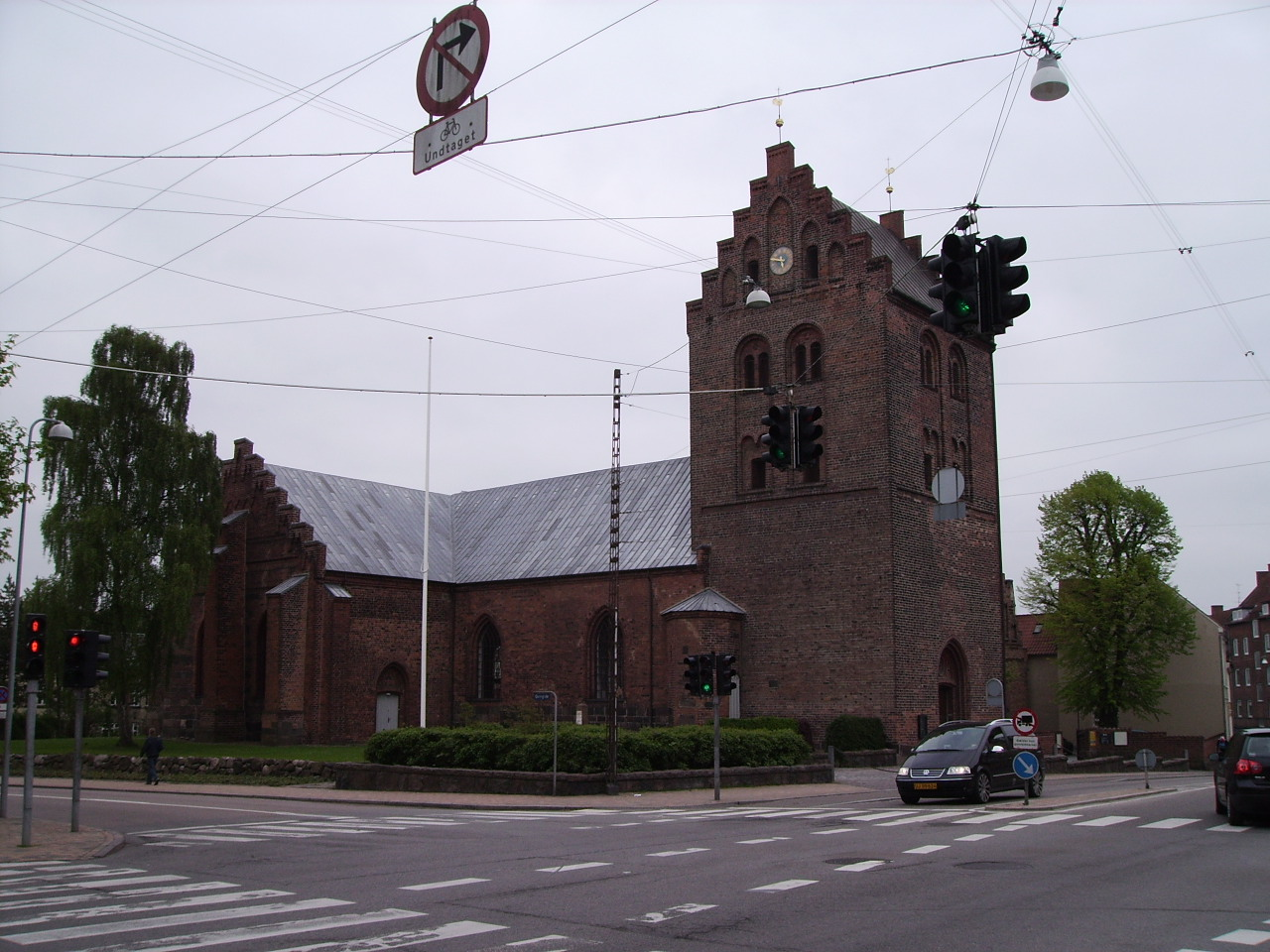
Vor Frue Kirke

Vor Frue Sogn (deutsch: Gemeinde unserer Frau) ist eine Kirchspielsgemeinde (dän.: Sogn)
auf der Insel Fyn (dt.: Fünen) im südlichen Dänemark.
Bis 1970 gehörte sie zur Harde Odense Herred im damaligen Odense Amt, danach zur Odense Kommune im
Fyns Amt, die im Zuge der  Kommunalreform zum 1. Januar 2007 Teil der Region Syddanmark geworden ist.
Von den 182.387 Einwohnern von Odense leben 9062 im Kirchspiel Vor Frue (Stand: 1. Januar 2023).
Im Kirchspiel liegt die Kirche „Vor Frue Kirke“ (siehe auch: Frauenkirche).
Nachbargemeinden sind im Norden Fredens Sogn, im Osten Munkebjerg Sogn, im Südwesten Sankt Knuds Sogn und im Nordwesten Sankt Hans Sogn.